# Kosowo na Mistrzostwach Świata w Lekkoatletyce 2023
Kosowo na Mistrzostwach Świata w Lekkoatletyce 2023 – reprezentacja Kosowa podczas mistrzostw świata w Budapeszcie liczyła jedną zawodniczkę.

## Skład reprezentacji

### Kobiety
| Zawodniczka   | Konkurencja    | Elimincje | Elimincje | Półfinał | Półfinał | Finał | Finał   | Źródło |
| Zawodniczka   | Konkurencja    | Wynik     | Pozycja   | Wynik    | Pozycja  | Wynik | Pozycja | Źródło |
| ------------- | -------------- | --------- | --------- | -------- | -------- | ----- | ------- | ------ |
| Gresa Bakraçi | bieg na 1500 m | DNF       | DNF       | NQ       | NQ       | NQ    | NQ      | [ 1 ]  |